# Николо Гали
Николо Гали (итал. Niccolò Galli; Фиренца, 22. мај 1983 — Болоња, 10. фебруар 2001) био је италијански фудбалер који је играо као дефанзивац. Погинуо је у саобраћајној несрећи у 17. години.